# Konståret 1989

## Händelser

### Mars
- 16 mars – Oljemålningen Grottan av August Strindberg, från 1901, säljs för 12,3 miljoner SEK på Christie's i London.[1]

### Oktober
- 31 oktober – Oljemålningen Fyrtornet II av August Strindberg säljs för 15,6 miljoner SEK på Bukowskis höstauktion i Stockholm.[1]

### November
- 5 november – Prins Eugen-medaljen tilldelas Ingegerd Möller, målare, Sivert Lindblom, skulptör, Stig Claesson, tecknare och författare, Paul Osipow, finländsk konstnär, och Rúrí, isländsk skulptör.

### Okänt datum
- Richard Long tilldelades Turnerpriset.
- Central Saint Martins College of Art and Design grundades i London genom sammanslagning av flera konstskolor.

## Verk
- Yaacov Agam – Visual Music Orchestration
- Odd Nerdrum – Dawn

## Utställningar
- Jim Dines målningar 1973–1987 på Minneapolis Institute of Art.
- Robert Longo på Los Angeles County Museum of Art.
- Magiciens de la terre på Centre Georges Pompidou.

## Avlidna
- 23 januari - Salvador Dalí, 84, spansk konstnär.[1]
- 27 mars - Karna Asker-Ericson, 91, svensk textilkonstnär.
- 1 april - Bo Beskow, 83, svensk konstnär och författare.[1]
- 3 juli - Einar Hylander, 76, svensk skådespelare, bildkonstnär och miljöbyggare.
- 7 augusti - Dick Bengtsson (född 1936), svensk konstnär.
- 18 december - Bengt Arne Linderos (född 1929), svensk konstnär och skulptör.
- Janaq Paço (född 1914), albansk skulptör.

### Fotnoter
1. 1 2 3 4   Horisont 1989. Bertmarks